# Крутиков, Михаил Александрович
Михаил Александрович Крутиков (идиш מיכאל קרוטיקאָוו‎; род. 23 марта 1957, Москва) — американский филолог, литературовед, литературный критик, специалист в области современной литературы на идише.

## Биография
Окончил московскую физико-математическую школу № 91 и механико-математический факультет МГУ (1979). Работал сотрудником кабинета истории математики на мехмате МГУ, программистом. Изучал иврит на подпольных курсах под руководством М. А. Членова, в середине 1980-х годов занялся идишем. В 1986 году дебютировал рецензией в молодёжном номере приложения к московскому литературному журналу «Советиш Геймланд». Сотрудничал в Еврейской историко-этнографической комиссии. На протяжении второй половины 1980-х годов продолжал печататься в журнале «Советиш Геймланд», а с 1989 года начал работать в его редакции. В 1991 году окончил отделение еврейского языка на высших литературных курсах при Литературном институте имени А. М. Горького под руководством С. А. Сандлера.
С 1991 года — в докторантуре в Еврейской теологической семинарии в Нью-Йорке, где в 1998 году защитил диссертацию доктора философии по филологии по теме «Yiddish Fiction and the Crisis of Modernity» (Художественная литература на идише и кризис модернизма, 1905—1914), изданную в 2001 году отдельной монографией. Одновременно в 1996—2001 годах преподавал литературу на идише в Оксфордском институте исследований идиша (Oxford Institute for Yiddish Studies), в 1999—2002 годах — в Школе востоковедения и африканистики Лондонского университета, научный сотрудник Центра европейских гуманитарных наук Оксфордского университета (2000) и старший научный сотрудник в Оксфордском центре гебраистики и иудаики (Oxford Centre for Hebrew and Jewish Studies, 2001). С 2004 года — в отделении славянских языков и литератур Мичиганского университета в Анн-Арборе (в 2002—2010 — ассистент, в 2010—2012 — доцент).
С 2012 года — профессор славистики и иудаики в отделении славянских языков и литератур (Department of Slavic Languages and Literatures) и в Центре иудаики Фрэнкеля (The Frankel Center for Judaic Studies) Мичиганского университета, с 2015 года — заведующий отделением (кафедрой) славянских языков и литератур Мичиганского университета.
Публиковался в различных периодических изданиях на идише, в том числе в оксфордском журнале «Ди пен», «Иерусалимском альманахе» («Иерушолаимер алманах»), нью-йоркском журнале «Ди Цукунфт» и газете «Форвертс». Член редколлегии и постоянный колумнист «Форвертс» (Нью-Йорк), возглавляет отдел литературной критики (публикуется как под собственным именем, так и под псевдонимом «К. Михоэли»)Соредактор научного журнала «East European Jewish Affairs» (с Г. Я. Эстрайхом).
Автор научных трудов и монографий по современной литературе на идише, а также еврейской тематике в современной русской литературе.

## Монографии
- Yiddish Fiction and the Crisis of Modernity, 1905—1914. Stanford University Press, 2002. — 264 pp.
- From Kabbalah to Class Struggle: Expressionism, Marxism, and Yiddish Literature in the Life and Work of Meir Wiener. Stanford University Press, 2010. — 408 pp.
- Der Nister’s Soviet Years: Yiddish Writer as Witness to the People. Indiana University Press, 2019. — 280 pp.

## Публицистика
- צװישן שורות (נאטיצן וועגן יידישער קולטור; цвишн шурес — между строк: заметки о еврейской культуре). Тель-Авив: Националэ инстанц фар идишер култур, 2018. — 137 с.[8].

## Под редакцией М. Крутикова
- Yiddish in the Contemporary World. Legenda Studies in Yiddish, 1999.
- The Shtetl: Image and Reality. Papers on the Second Mendel Friedman International Conference on Yiddish. Legenda Studies in Yiddish, 2000.
- Yiddish and the Left: Papers of the Third Mendel Friedman International Conference on Yiddish. Legenda Studies in Yiddish, 2001.
- Yiddish in Weimar Berlin: At the Crossroads of Diaspora Politics and Culture. Legenda Studies in Yiddish, 2010.
- Translating Sholem Aleichem: History, Politics and Art. Legenda Studies in Yiddish, 2012.
- Joseph Opatoshu: A Yiddish Writer between Europe and America. Legenda Studies in Yiddish, 2013.
- Uncovering the Hidden: The Works and Life of Der Nister. Legenda Studies in Yiddish, 2014.
- Children and Yiddish Literature: From Early Modernity to Post-Modernity. Legenda Studies in Yiddish. Routledge, 2016.
- Three Cities of Yiddish: St. Petersburg, Warsaw and Moscow. Legenda Studies in Yiddish, 2017.
- Women, Men and Books: Issues of Gender in Yiddish Discourse. Legenda Studies in Yiddish, 2019.
- The Belarusian Shtetl: History and Memory. Editors: Irina Kopchenova, Mikhail Krutikov, Ina Sorkina. Jews of Eastern Europe. Indiana University Press, 2023.